# 埃德斯加弗倫崖
埃德斯加弗倫崖（英語：Eidsgavlen Cliff）是南極洲的懸崖，位於毛德皇后地，屬於洪堡山脈的一部分，處於埃德紹加內峰以南2公里，由德國探險隊發現和拍攝照片，現時由南極條約體系管理。